# استوک گلدینگ
استوک گلدینگ (به انگلیسی: Stoke Golding) یک روستا و محله مدنی در بریتانیا است که در Hinckley and Bosworth واقع شده‌است. استوک گلدینگ ۱٬۶۸۴ نفر جمعیت دارد.